# USS LST-1057
El USS LST-1057 fue un buque de desembarco de tanques clase LST-542 de la Armada de los Estados Unidos construido por el Dravo Corp. de Pensilvania. Fue puesto en grada el 17 de febrero de 1945, botado el 31 de marzo de ese mismo año —amadrinado por E. W McKinley— y puesto en servicio el 7 de mayo.
Tras el fin de la Segunda Guerra Mundial, cumplió funciones en la ocupación del Extremo Oriente prestando servicio en China hasta fines de marzo de 1946. De vuelta en los Estados Unidos, fue descomisionado el 5 de agosto de 1946 y su nombre fue removido de la lista naval el 25 de septiembre de ese mismo año. El 12 de enero de 1948, fue vendido a Pablo N. Ferrari & Co.
Con la mencionada compañía, el buque recibió el nombre «Stella Maris» aunque después cambió por «Doña Estela». En 1947 y 1948, la República Argentina compró un lote de catorce buques clase LST-542, entre ellos el Doña Estela. Comisionado con la Armada Argentina, recibió la designación «BDT N.º 9». En 1959, fue vendido a la Dirección General de Combustibles Sólidos Minerales y renombrado «Teniente de Navío del Castillo». Prestó servicio como tal hasta su retiro en 1970.